# Малая Гондырка
Малая Гондырка (баш. Кесе Гондырка) — река в России, истоки в Татышлинском районе Башкортостана, устье в Куединском муниципальном округе Пермского края. Впадает в реку Буй. Длина реки составляет 15 км. Направление течения — с юга на север. На реке расположены деревня Ташкент и село Большой Гондыр.

## Данные водного реестра
По данным государственного водного реестра России относится к Камскому бассейновому округу, водохозяйственный участок реки — Буй от истока до Кармановского гидроузла, речной подбассейн реки — бассейны притоков Камы до впадения Белой. Речной бассейн реки — Кама.
Код объекта в государственном водном реестре — 10010101112111100016175.